# 커청구

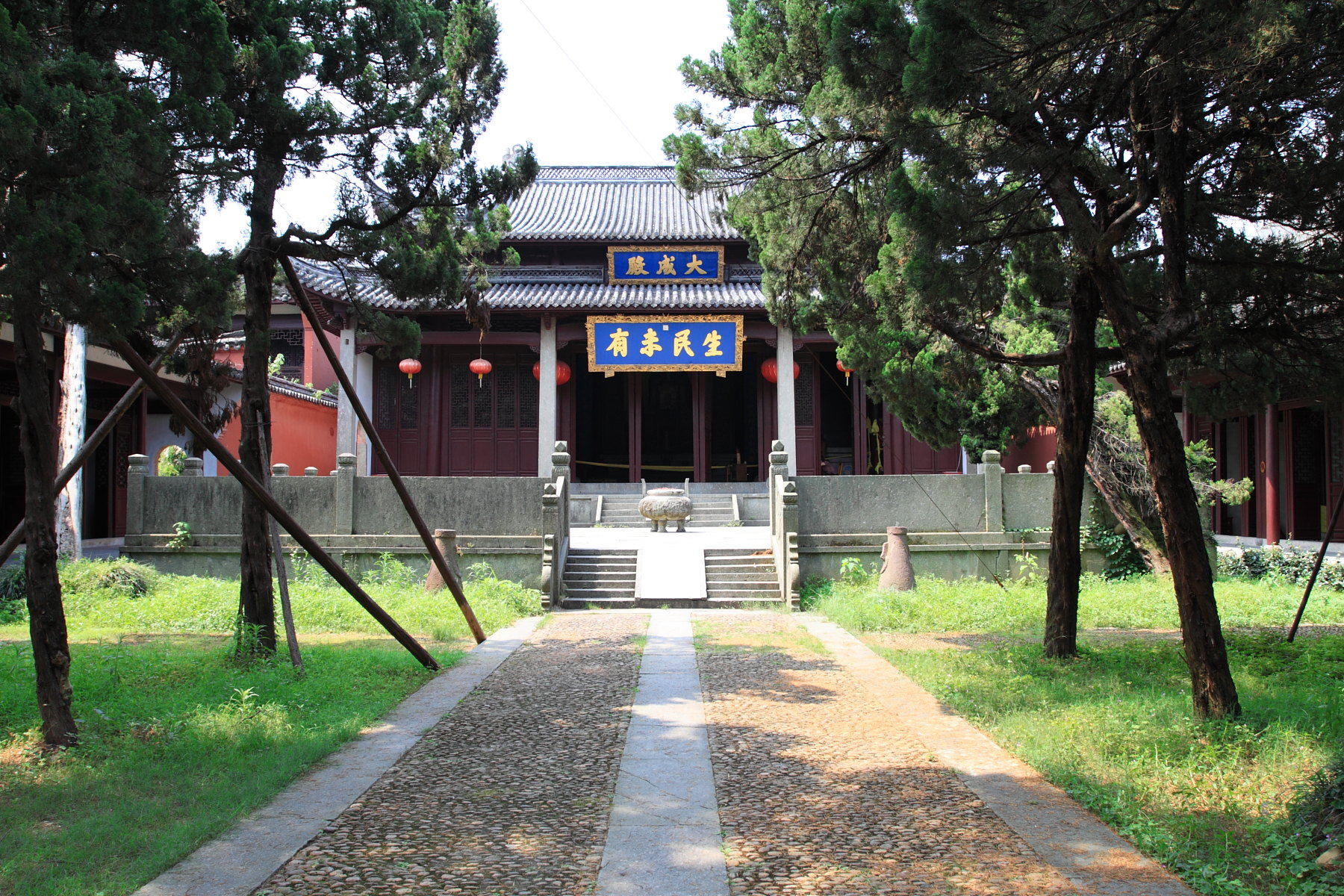

커청구(한국어: 가성구, 중국어: 柯城区, 병음: Kēchéng Qū)는 중화인민공화국 저장성 취저우시의 현급 행정구역이다. 넓이는 609km2이고, 인구는 2007년 기준으로 410,000명이다.

## 행정 구역
7개 가도, 2개 진, 8개 향을 관할한다.
- 가도: 府山街道, 荷花街道, 花园街道, 信安街道, 白云街道, 双港街道, 新新街道.
- 진: 石梁镇, 航埠镇.
- 향: 万田乡, 石室乡, 黄家乡, 姜家山乡, 九华乡, 七里乡, 华墅乡, 沟溪乡.